# Tadao Kikumoto
Tadao Kikumoto (菊本忠男, Kikumoto Tadao) est un ingénieur et consultant japonais pour la société Roland, il est le concepteur de la TB-303, instrument qui donna naissance au son Acid dans les années 1980, mais aussi de la TR-909 qui influencera énormément les courants de musiques électroniques.